# Másodállás kerestetik
A Másodállás kerestetik (eredeti cím: Side Hustle) 2020 és 2022 között vetített amerikai vígjáték-sorozat, amelyet Dave Malkoff alkotott. A főszerepben Jules LeBlanc, Jayden Bartels, Isaiah Crews, Mitchell Berg és Jacques Chevelle.
Amerikában 2020. november 7-től volt látható a Nickelodeonon. Magyarországon a TeenNick és a Nickelodeon mutatta be 2021. április 25-én. 

## Cselekmény
Az okos és szarkasztikus Lex, a kemény és magabiztos Presley, valamint furcsa barátjuk, Munchy bajba kerülnek, miután egy véletlen baleset elpusztította Munchy apja főnökének hajóját. A legjobb barátok arra kényszerülnek, hogy kreatív módon keressenek pénzt a károk megfizetésére. Presley technikai hozzáértésű öccse, Fisher segítségét kérik, hogy létrehozzák a Ka-MUNKA (Kid-DING) nevű alkalmazást, hogy kapcsolatba léphessenek azokkal az emberekkel, akik kis munkák után keresnek segítséget. Mivel Munchy főnöke, Jaget idősebb bátyja gondoskodik arról, hogy lépést tartsanak a fizetésekkel, a három barátnak minden munkát el kell végeznie.

## Szereplők

### Főszereplők
| Szereplő | Színész          | Magyar hangja    |
| -------- | ---------------- | ---------------- |
| Lex      | Jules LeBlanc    | Ruszkai Szonja   |
| Presley  | Jayden Bartels   | Szűcs Anna Viola |
| Munchy   | Isaiah Crews     | Kretz Boldizsár  |
| Fisher   | Mitchell Berg    | Maszlag Bálint   |
| Jaget    | Jacques Chevelle | Hamvas Dániel    |

### Mellékszereplők
- Alan - Holl Nándor
- Spenders - Rada Bálint
- Tedward - Varga Rókus
- Antwerp - Törköly Levente
- Bardo - Faragó András
- Briles - Bordás János
- Buckles - Győrke Laura
- Christine - Mezei Kitty
- Cornish - Csere Ágnes
- Crunchy - Pálmai Szabolcs
- Dj - Karácsonyi Zoltán
- Donk - Penke Bence
- Felipe - Kárpáti Levente
- Grieves - Csuha Lajos
- Hasty - Szentirmai Zsolt
- Ima - Gulás Fanni
- Jessica - Engel-Iván Lili
- Laura - Kobela Kira
- Mark - Moser Károly
- Nedward - Bognár Tamás
- Parker - Égner Milán
- Proctor - Gardi Tamás
- Prusko - Seder Gábor
- Rowan - Csőre Gábor
- Ruby - Boldog Emese
- Sophia - Illésy Éva
- Stump - Dózsa Zoltán

### Magyar változat
- Magyar szöveg: Moduna Zsuzsa
- Hangmérnök: Gajda Mátyás, Császár Bíró Szabolcs
- Vágó: Hajzler László
- Gyártásvezető: Újréti Zsuzsa, Bogdán Anikó
- Szinkronrendező: Pupos Tímea, Faragó József
- Produkciós vezető: Koleszár Emőke
- Bemondó: Pál Tamás

## Évados áttekintés
| Évad | Évad | Epizódok | Eredeti sugárzás  | Eredeti sugárzás  | Magyar sugárzás a -on | Magyar sugárzás a -on | Magyar sugárzás a -en | Magyar sugárzás a -en |
| Évad | Évad | Epizódok | Évadpremier       | Évadfinálé        | Évadpremier           | Évadfinálé            | Évadpremier           | Évadfinálé            |
| ---- | ---- | -------- | ----------------- | ----------------- | --------------------- | --------------------- | --------------------- | --------------------- |
|      | 1    | 26       | 2020. november 7. | 2021. október 23. | 2021. április 25.     | 2021. december 26.    | 2021. április 25.     | 2022. április 3.      |
|      | 2    | 20       | 2021. október 2.  | 2022. június 30.  | 2022. május 2.        | 2022. december 20.    | 2022. november 7.     | 2022. december 21.    |

## Évadok

### 1. évad (2020-2021)
| #   | #   | Eredeti cím           | Magyar cím            | Rendezte              | Írta                                    | Eredeti premier      | Magyar premier a -on | Magyar premier a -en | Gyártási kód |
| --- | --- | --------------------- | --------------------- | --------------------- | --------------------------------------- | -------------------- | -------------------- | -------------------- | ------------ |
| 1.  | 1.  | Start Hustling        | Nyüzsgés indul!       | Adam Weissman         | Dave Malkoff                            | 2020. november 7.    | 2021. április 25.    | 2021. április 25.    | 101          |
| 2.  | 2.  | Vitamin D-isaster     | Vitaminkatasztrófa    | Adam Weissman         | Dave Malkoff                            | 2020. november 14.   | 2021. május 2.       | 2021. május 2.       | 102          |
| 3.  | 3.  | Yard Sale             | A garázsvásár         | Adam Weissman         | Dave Malkoff                            | 2020. november 21.   | 2021. május 9.       | 2021. május 9.       | 103          |
| 4.  | 4.  | Trashy Jobs           | Szemét meló           | Adam Weissman         | Joe Sullivan                            | 2020. november 28.   | 2021. május 16.      | 2021. május 16.      | 104          |
| 5.  | 5.  | Friendiversary        | Barátságünnep         | Leonard R. Garner Jr. | David A. Arnold                         | 2020. december 5.    | 2021. május 23.      | 2021. május 23.      | 105          |
| 6.  | 6.  | Milkshake Suckdown    | Turmixivó-verseny     | Leonard R. Garner Jr. | John D. Beck és Ron Hart                | 2020. december 12.   | 2021. május 30.      | 2021. május 30.      | 106          |
| 7.  | 7.  | KidDING! Dongs        | Kamunkázók            | Jody Margolin Hahn    | John D. Beck és Ron Hart                | 2021. január 23.     | 2021. július 18.     | 2021. szeptember 12. | 107          |
| 8.  | 8.  | Lunch Boxed In        | Uzsonnásdobozba zárva | Leonard R. Garner Jr. | Joe Sullivan                            | 2021. január 30.     | 2021. július 25.     | 2021. szeptember 19. | 108          |
| 9.  | 9.  | Chemistry Hustle      | Kémiai pezsgés        | Jody Margolin Hahn    | Alex Hanpeter és Jude Tedmori           | 2021. február 6.     | 2021. augusztus 1.   | 2021. szeptember 26. | 109          |
| 10. | 10. | Phantom of the Mooery | A Mikromú fantomja    | Wendy Faraone         | William Luke Schreiber és Beth Crudele  | 2021. február 20.    | 2021. augusztus 8.   | 2021. október 3.     | 110          |
| 11. | 11. | Karaoke Kickoff       | Karaoke vagy kampec   | Wendy Faraone         | Heather Wood és Maegan McConnell        | 2021. február 27.    | 2021. augusztus 15.  | 2021. október 10.    | 111          |
| 12. | 12. | Dog Wed-DING!         | A kutyaesküvő         | David Kendall         | David A. Arnold                         | 2021. március 13.    | 2021. augusztus 22.  | 2021. október 17.    | 112          |
| 13. | 13. | Uncle Nedward         | Nedward bácsi         | Wendy Faraone         | Dave Malkoff                            | 2021. március 20.    | 2021. augusztus 29.  | 2021. október 24.    | 113          |
| 14. | 14. | Jag-Jitsu             | Jag-dzsicu            | Leonard R. Garner Jr. | David A. Arnold                         | 2021. március 27.    | 2021. szeptember 12. | 2021. november 14.   | 115          |
| 15. | 15. | Hot Tubby's           | A forrókád hadművelet | David Kendall         | Joe Sullivan                            | 2021. április 3.     | 2021. szeptember 19. | 2021. november 21.   | 116          |
| 16. | 16. | Moo's the Boss        | A Művezetők           | Evelyn Belasco        | John D. Beck és Ron Hart                | 2021. április 10.    | 2021. szeptember 5.  | 2021. november 7.    | 114          |
| 17. | 17. | Make-A-Mutt           | Eb Művek              | Jody Margolin Hahn    | Maegan McConnell és Heather Wood        | 2021. április 17.    | 2021. október 3.     | 2021. december 5.    | 118          |
| 18. | 18. | Juckles               | Juckles               | Mike Caron            | Dave Malkoff                            | 2021. május 1.       | 2021. október 10.    | 2021. december 12.   | 119          |
| 19. | 19. | Rat Busters           | Patkányirtók          | Adam Weissman         | John D. Beck és Ron Hart                | 2021. május 8.       | 2021. október 17.    | 2021. december 19.   | 120          |
| 20. | 20. | Bot Club              | Robot klub            | Natalie Van Doren     | Joe Sullivan                            | 2021. május 15.      | 2021. november 21.   | 2022. február 20.    | 121          |
| 21. | 21. | Extra Crunchy         | Extra Crunchy         | Evelyn Belasco        | Alex Hanpeter és Jude Tedmori           | 2021. május 22.      | 2021. november 28.   | 2022. február 27.    | 122          |
| 22. | 22. | Mouth Noise           | Szájzaj               | Wendy Faraone         | Alex Hanpeter és Jude Tedmori           | 2021. július 17.     | 2021. szeptember 26. | 2021. november 28.   | 117          |
| 23. | 23. | Love Sensei           | Szerelem sensei       | Wendy Faraone         | Maegan McConnell és Heather Wood        | 2021. szeptember 11. | 2021. december 5.    | 2022. március 13.    | 123          |
| 24. | 24. | Room for Munchy       | Szobát Munchynak      | Adam Weissman         | John D. Beck és Ron Hart                | 2021. szeptember 18. | 2021. december 19.   | 2022. március 27.    | 125          |
| 25. | 25. | The Presley Slide     | A Presley becsúszás   | Adam Weissman         | Dave Malkoff                            | 2021. szeptember 25. | 2021. december 26.   | 2022. április 3.     | 126          |
| 26. | 26. | Scare Bear            | Horrormaci            | Wendy Faraone         | Wesley Jermaine Johnson és Scott Taylor | 2021. október 23.    | 2021. december 12.   | 2022. március 20.    | 124          |

### 2. évad (2021-2022)
| #   | #   | Eredeti cím                     | Magyar cím              | Rendezte              | Írta                                    | Eredeti premier    | Magyar premier a -on | Magyar premier a -en | Gyártási kód |
| --- | --- | ------------------------------- | ----------------------- | --------------------- | --------------------------------------- | ------------------ | -------------------- | -------------------- | ------------ |
| 27. | 1.  | Model Employees                 | Modellek                | Adam Weissman         | Dave Malkoff                            | 2021. október 2.   | 2022. május 2.       | 2022. november 7.    | 201          |
| 28. | 2.  | Wreck-It Rex                    | Csapd le, Rex!          | Adam Weissman         | John D. Beck és Ron Hart                | 2021. október 9.   | 2022. május 3.       | 2022. november 8.    | 202          |
| 29. | 3.  | The Way You Luke Tonight        | A tökéletes páros       | Jody Margolin Hahn    | Joe Sullivan                            | 2021. október 16.  | 2022. május 4.       | 2022. november 9.    | 203          |
| 30. | 4.  | Al-Dude-isburg                  | Al-Haver-Burg           | Wendy Faraone         | Laura House                             | 2021. október 30.  | 2022. május 5.       | 2022. november 10.   | 204          |
| 31. | 5.  | Stash the Cash                  | Létehén veszélyben      | Leonard R. Garner Jr. | Wesley Jermaine Johnson és Scott Taylor | 2021. november 6.  | 2022. május 6.       | 2022. november 11.   | 205          |
| 32. | 6.  | Lex-Jitsu                       | Lexdzsicu               | Leonard R. Garner Jr. | Laura House                             | 2021. november 13. | 2022. május 9.       | 2022. november 14.   | 206          |
| 33. | 7.  | A Mouth Noise Christmas         | Szájzajos Karácsony     | Evelyn Belasco        | Alex Hanpeter és Jude Tedmori           | 2021. november 20. | 2022. december 20.   | 2022. december 21.   | 207          |
| 34. | 8.  | Return of Uncle Nedward         | Nedward bácsi visszatér | Phill Lewis           | Wesley Jermaine Johnson és Scott Taylor | 2022. március 10.  | 2022. augusztus 16.  | 2022. november 21.   | 212          |
| 35. | 9.  | Room4U                          | Szabad szoba            | Evelyn Belasco        | Laura House                             | 2022. március 17.  | 2022. augusztus 15.  | 2022. november 18.   | 211          |
| 36. | 10. | Clownderella                    | Bohócpipőke             | Chris Phillips        | John D. Beck és Ron Hart                | 2022. március 24.  | 2022. május 11.      | 2022. november 16.   | 209          |
| 37. | 11. | That Young Warped Danger Hustle | Világok ütközése        | Adam Weissman         | Dave Malkoff                            | 2022. április 21.  | Nem került adásba    | 2022. december 1.    | 220          |
| 38. | 12. | Flex to the Future              | Átgyúrjuk a jövőt       | Natalie Van Doren     | Wesley Jermaine Johnson és Scott Taylor | 2022. április 28.  | 2022. augusztus 24.  | 2022. november 29.   | 218          |
| 39. | 13. | Thumb and Thumber               | Villámujj               | David Kendall         | Beth Crudele                            | 2022. május 5.     | 2022. augusztus 17.  | 2022. november 22.   | 213          |
| 40. | 14. | Groomer Has It                  | Nyír-lak                | David Kendall         | Michael Cadwallader és Beth Crudele     | 2022. május 12.    | 2022. augusztus 18.  | 2022. november 23.   | 214          |
| 41. | 15. | Sand Storm                      | Homokvihar              | Evelyn Belasco        | Dave Malkoff                            | 2022. május 19.    | 2022. május 10.      | 2022. november 15.   | 208          |
| 42. | 16. | Dinner For Jerks                | Vacsora taplóknak       | Evelyn Belasco        | Alex Hanpeter és Jude Tedmori           | 2022. május 26.    | 2022. augusztus 19.  | 2022. november 24.   | 215          |
| 43. | 17. | Prank You Very Much             | Tréfaháború             | Adam Weissman         | Joe Sullivan                            | 2022. június 9.    | 2022. augusztus 25.  | 2022. november 30.   | 219          |
| 44. | 18. | Altoonisburg Al                 | Az oposszum megmondja   | Adam Weissman         | Dave Malkoff                            | 2022. június 16.   | 2022. augusztus 22.  | 2022. november 25.   | 216          |
| 45. | 19. | We Have a Bingo!                | Bingónk van             | Natalie Van Doren     | Joe Sullivan                            | 2022. június 23.   | 2022. május 12.      | 2022. november 17.   | 210          |
| 46. | 20. | Yesley Day                      | Igen-ly nap             | Jody Margolin Hahn    | John D. Beck és Ron Hart                | 2022. június 30.   | 2022. augusztus 23.  | 2022. november 28.   | 217          |

## Gyártás
2020. február 24-én jelentették be, hogy a Nickelodeon megrendelte a Másodállás kerestetiket Dave Malkoff alkotótól, ez egy vígjátéksorozat, amelyben Jules LeBlanc játssza Lexet, Jayden Bartels pedig Presley szerepét játssza. A sorozatban Terry Crews színész fia Isaiah Crews játssza Munchy-t, Mitchell Berg Fisher és Jacques Chevelle pedig Jaget szerepét alakítja. A produkció Forgatása 2020 márciusában kezdődött el Los Angelesben. A sorozat premierje 2020. november 7-én került adásba. 2021. január 7-én jelentették be, hogy Nickelodeon további hét epizódot rendelt be a sorozatból, így az első évad 20 részre nőtt. 2021. március 18-án bejelentették, hogy a Nickelodeon hat további epizódot rendelt a sorozatból, így az első évad 26 részre nőtt. 2021. szeptember 1-jén bejelentették, hogy a Nickelodeon berendelte a sorozat második évadját amely 20 epizódból fog állni. A második évad premierje Amerikában 2021. október 2-án volt látható. 2022. július 19-én a Nickelodeon elkaszálta a sorozatot.